# 큰넓적코박쥐
큰넓적코박쥐(Platyrrhinus vittatus)는 주걱박쥐과(신세계잎코박쥐과)에 속하는 박쥐의 일종이다. 볼리비아와 콜롬비아, 코스타리카, 에콰도르, 파나마, 페루 그리고 베네수엘라에서 발견된다.

## 특징
보통 크기의 박쥐로 몸통 길이가 87~103mm이고 전완장이 58~62mm이다. 발 길이가 15~20mm, 귀 길이가 20~27mm이고 몸무게는 최대 60g이다. 털이 길다. 등 쪽 털은 짙은 갈색과 갈색빛을 띠며 넓은 흰 등 줄무늬가 어깨부터 엉덩이까지 이어진다. 배 쪽도 짙은 갈색과 회색을 띤다. 주둥이는 짧고 넓다. 잎코가 잘 발달해 있고 피침형 모양이다. 핵형은 2n=30, FNa=56이다.

## 생태
동굴과 굴 또는 밖으로 드러난 뿌리 아래, 강둑가의 균열 속에 은신한다. 먹이는 무화과나무속과 아크니스투스속, 케크로피아속 나무의 열매이다. 4월에 콜롬비아에서 젖을 먹이는 암컷이 포획된다.

## 분포 및 서식지
코스타리카와 파나마, 콜롬비아 북부와 서부, 베네수엘라 북부에 널리 분포한다. 해발 600m와 2,000m 사이의 상록수림과 과수원, 이차림에서 서식한다.